# Tefawa
Der Tefawa ist ein Berg im osttimoresischen Verwaltungsamt Lolotoe (Gemeinde Bobonaro). Er befindet sich im Nordosten des Sucos Opa, im Osten der Aldeia Tepa. Er hat eine Höhe von 1275 m.
Der Tefawa ist Teil eines Gebirgszuges, der im Südwesten mit dem Tulo (1285 m) beginnt und im Osten bis zum Lolo Manukati (1193 m) reicht. Direkter Nachbar des Tefawa ist im Südosten der Lolo Penel (1261 m). Nördlich liegen die drei Siedlungen Holak, Tesigele und Gulumugun. Die Region ist von Hochlandwäldern geprägt.